# لگ

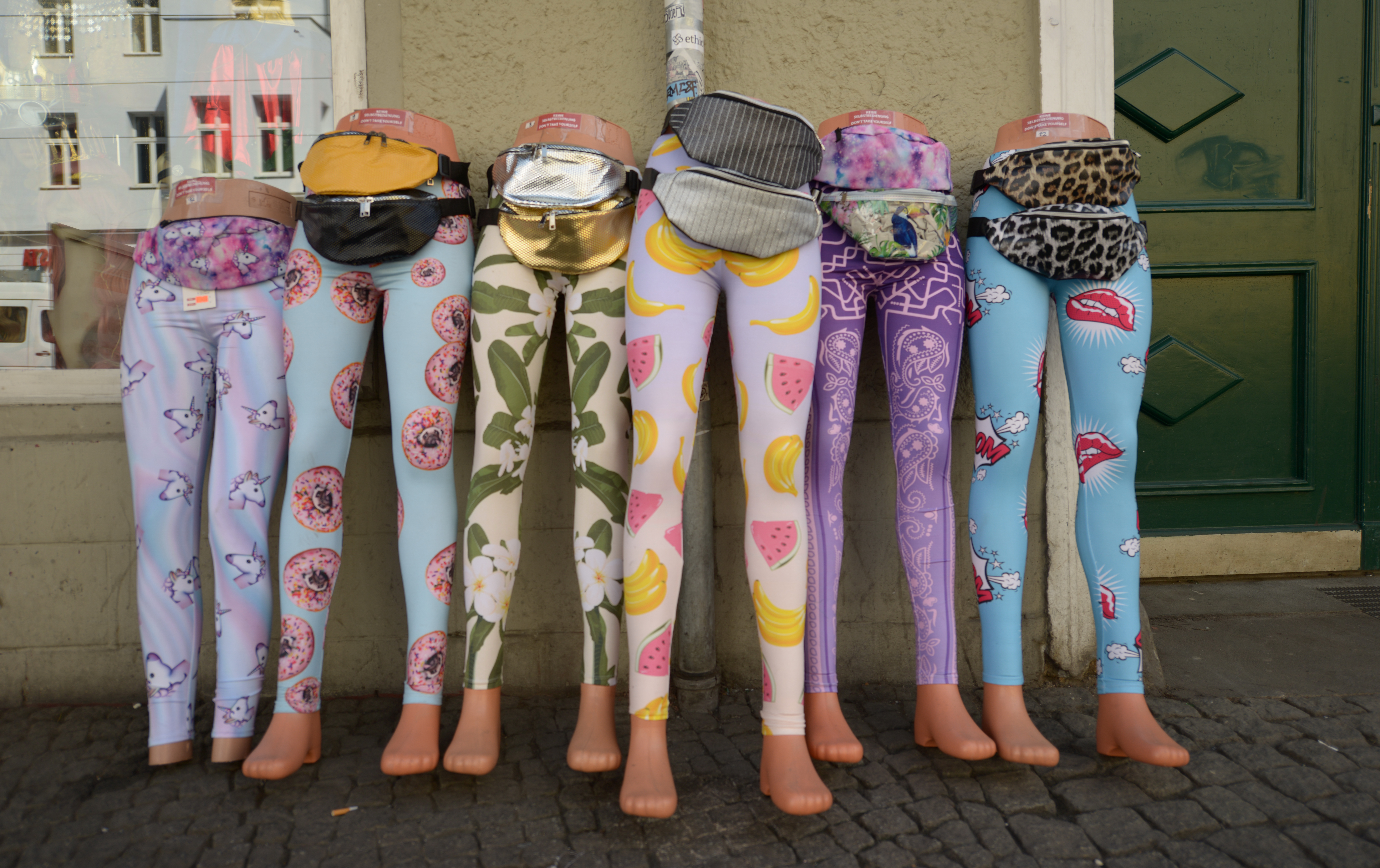
تعدادی لگینگ طرح‌دار

لِگ یا لگینگ (به انگلیسی: Leggings) انواع گوناگونی از پوشاک پا هستند که در طول سال‌ها دگرگونی زیادی داشته‌اند. امروزه لگ، معمولاً شلوارهایی را شامل می‌شود که پاها را تا مچ می‌پوشانند. کاربری‌های فراوانی در پوشاک روزانه زنان، ورزش، مد و … وجود دارد.
لگ‌ها در طول سال‌ها متفاوت بوده‌اند. استفاده مدرن از دهه ۱۹۶۰ به بعد به لباس‌های بلند کشسان مانند ساپورت اشاره دارد. استفاده در قرن ۱۸ به لباس مردانه معمولاً از پارچه یا چرم که دور ساق پا تا مچ پا پیچیده می‌شود، اشاره دارد. در قرن نوزدهم، لگ معمولاً به لباس‌های پای نوزادان اطلاق می‌شد و همچنین به پوشش‌های پا که از چرم یا پشم ساخته می‌شد و توسط سربازان و تله‌گذاران پوشیده می‌شد. لگ‌ها به‌طور برجسته‌ای در دهه ۱۹۶۰ به مد زنان بازگشتند و برای رقصندگان طراحی می‌شدند. با استقبال گسترده از الیاف مصنوعی لاکرا و افزایش محبوبیت اروبیک، لگ‌ها در دهه‌های ۱۹۷۰ و ۱۹۸۰ برجسته‌تر شدند و در نهایت راه خود را به لباس‌های خیابانی باز کردند. لگ‌ها در اواخر دهه ۲۰۱۰ و دهه ۲۰۲۰ به بخشی از روند مد لباس‌های ورزشی که در خارج از فعالیت‌های ورزشی و در محیط‌های غیررسمی پوشیده می‌شوند، تبدیل شدند.

## برتری‌ها
مهم‌ترین برتری‌های لگینگ راحتی و زیبایی آن است. اگرچه برای زندگی روزانه و ورزش بسیار کاربردی نیز است. برای انواع فعالیت‌های زنان همچون ورزش‌های گوناگون مناسب هستند و برای پوست ضرری ندارند. از نظر دمایی و نوع پارچه نیز بسیار راحت و در فصل‌های گوناگون قابل پوشیدن هستند.
لگینگ‌ها در رنگ‌ها و طرح‌های سرگرم‌کننده زیادی وجود دارند. انواع دیزاین‌ها برای لگ موجود است: از طبیعت و رنگ و گرافیک‌های ساده تا طرح‌های هیپنوتیزم‌کننده که توجه مردان را کاملاً جلب می‌کنند. در مجموع لگینگ‌ها مد روز بوده و از دید زیبایی مورد پسند مردان و زنان هستند و در نمایش جذابیت عضلات پای زن می‌توانند بهترین عملکرد را داشته باشند.
لگ‌ها نرم‌تر و راحت‌تر از شلوار جین هستند. مانند شلوارهای یوگا، آن‌ها با پارچه‌های گوناگونی تولید می‌شوند، بنابراین می‌توانند راحت یا گشاد دانسته شوند. آن‌ها برای دخترانی با پوست حساس نیز مناسب هستند. لگینگ به آسانی با بیشتر پوشاک زنانه ست و هماهنگ می‌شود.

## تفاوت با ساپورت و جوراب‌شلواری
ساپورت‌ها معمولاً در گروه جوراب شلواری‌ها قرار می‌گیرند، در حالی که لگ‌ها، شلوار محسوب می‌شوند و انواع مختلفی دارند مانند لگ راسته، لگ ورزشی و … همچنین جنس لگ‌ها در مقابل ساپورت و جوراب‌شلواری بسیار ضخیم‌تر توصیف می‌شود.

## نگارخانه

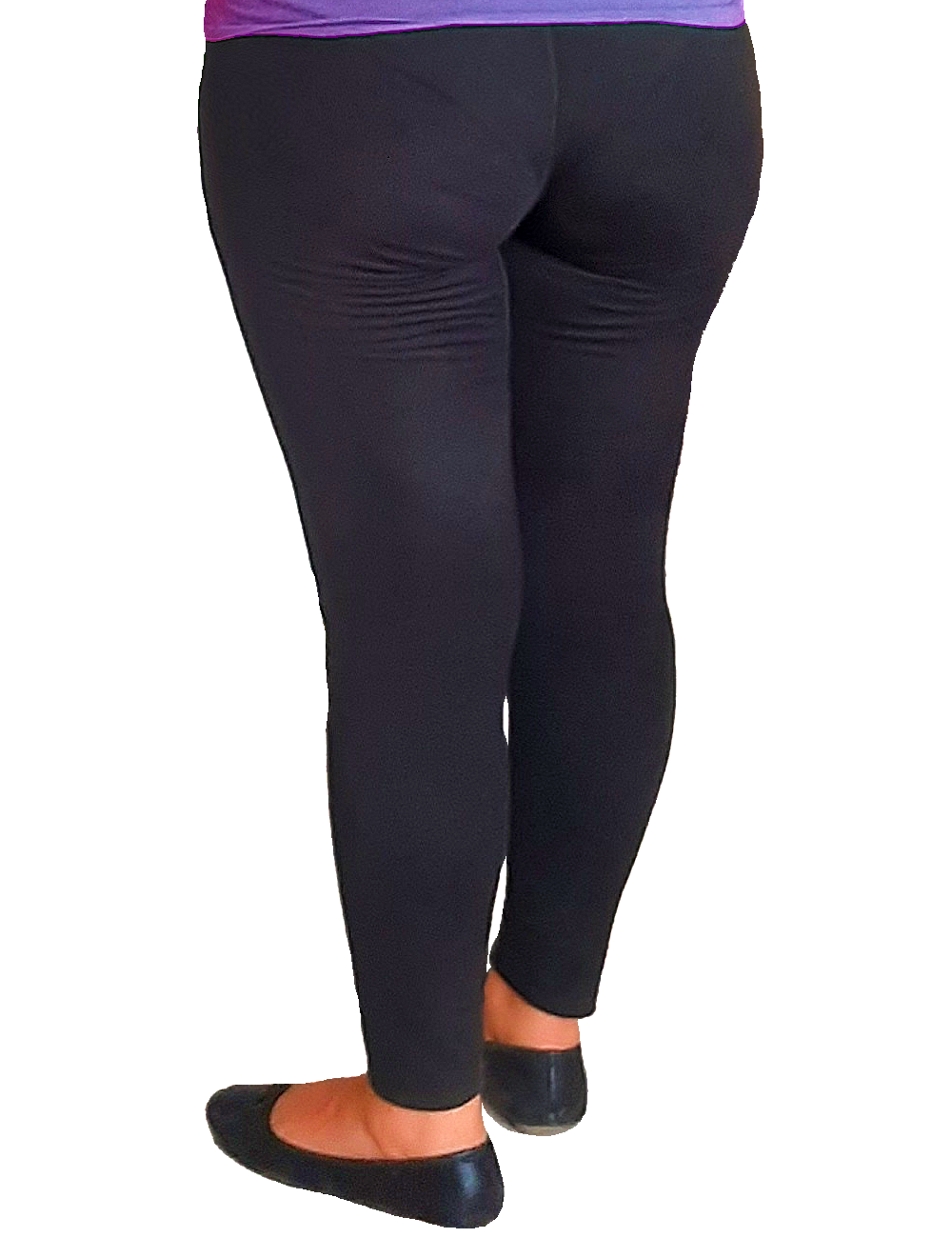
نمای پشت یک لگ مات مشکی
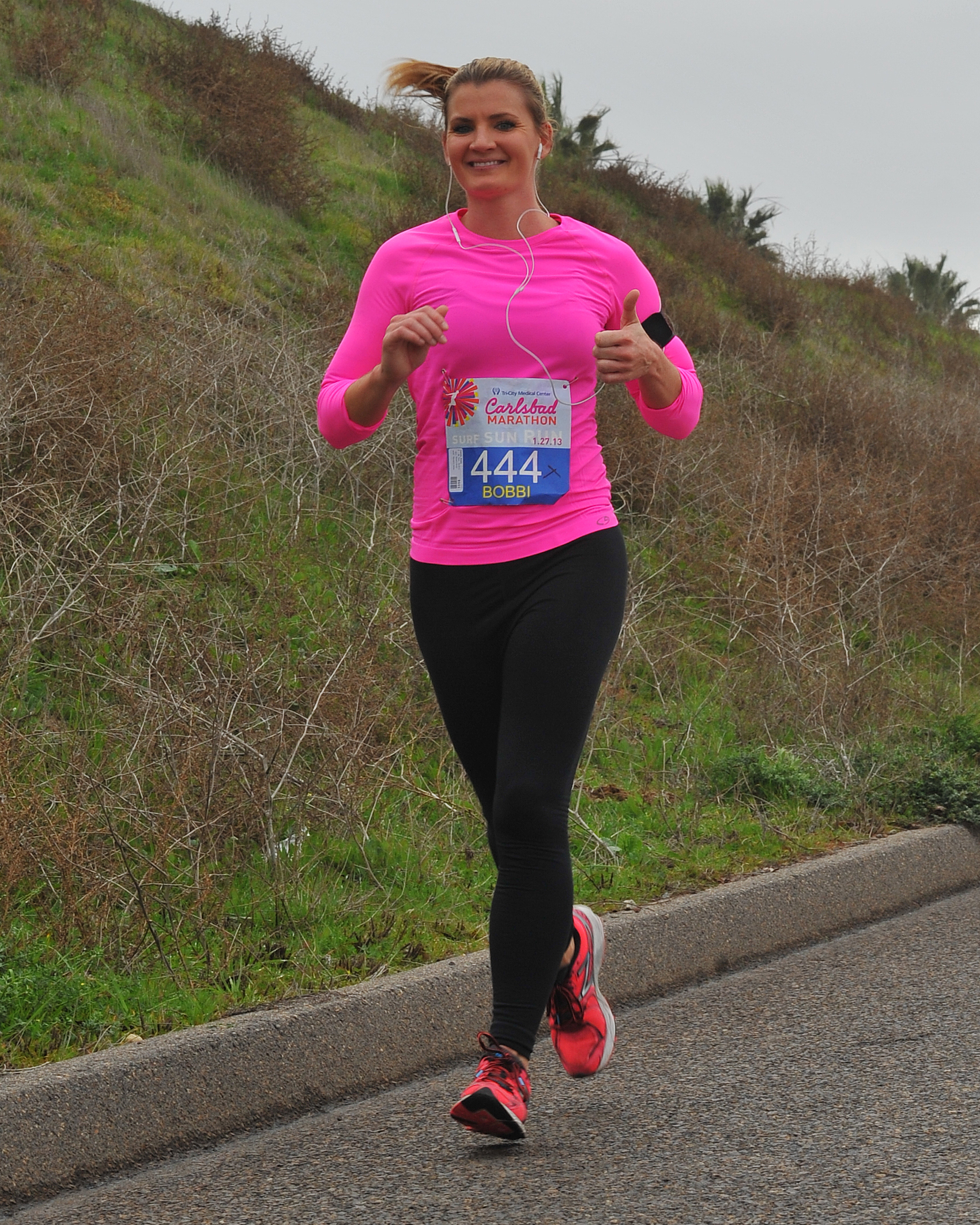
یک دونده در لگینگ ورزشی
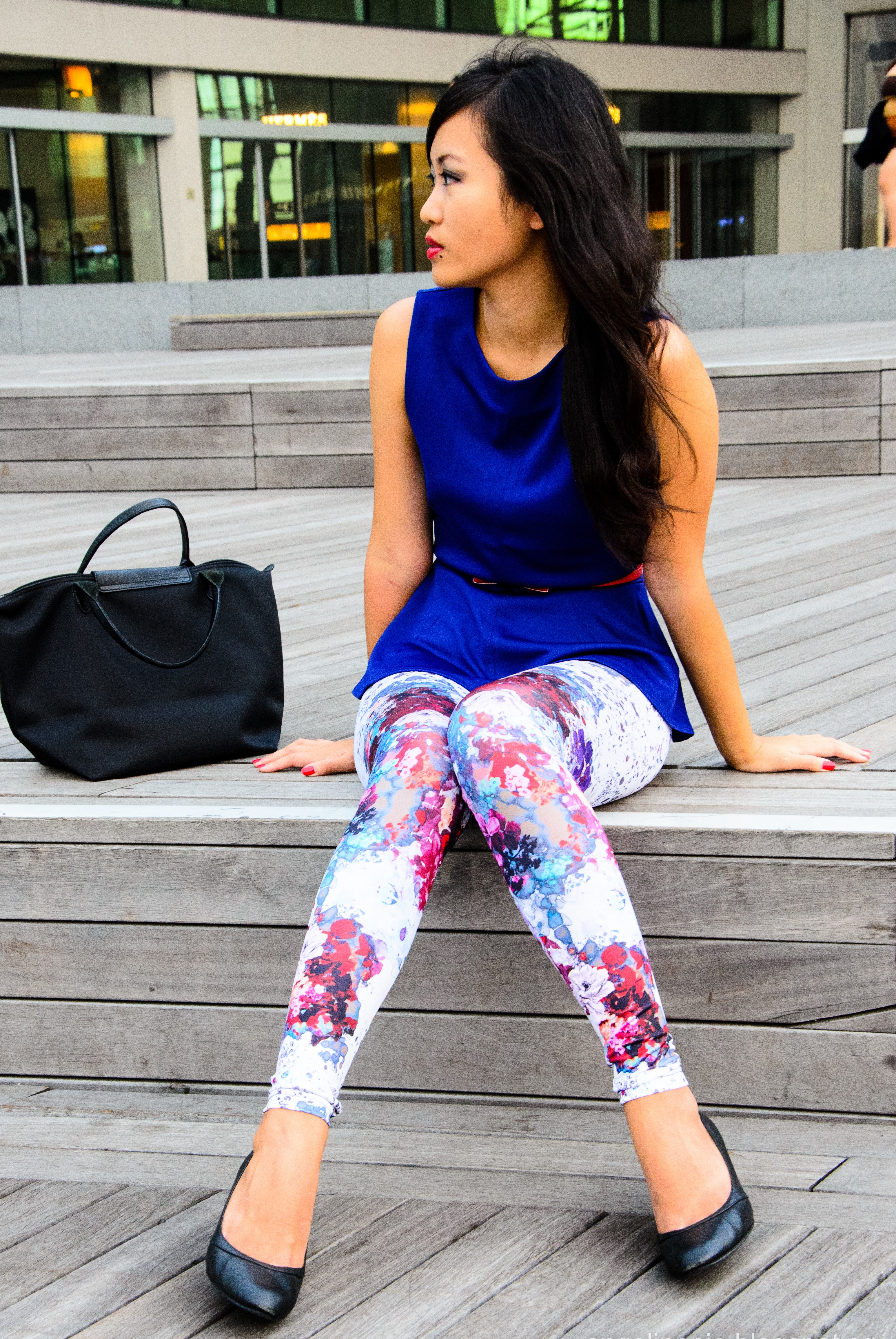
یک لگینگ طرح‌دار مدرن
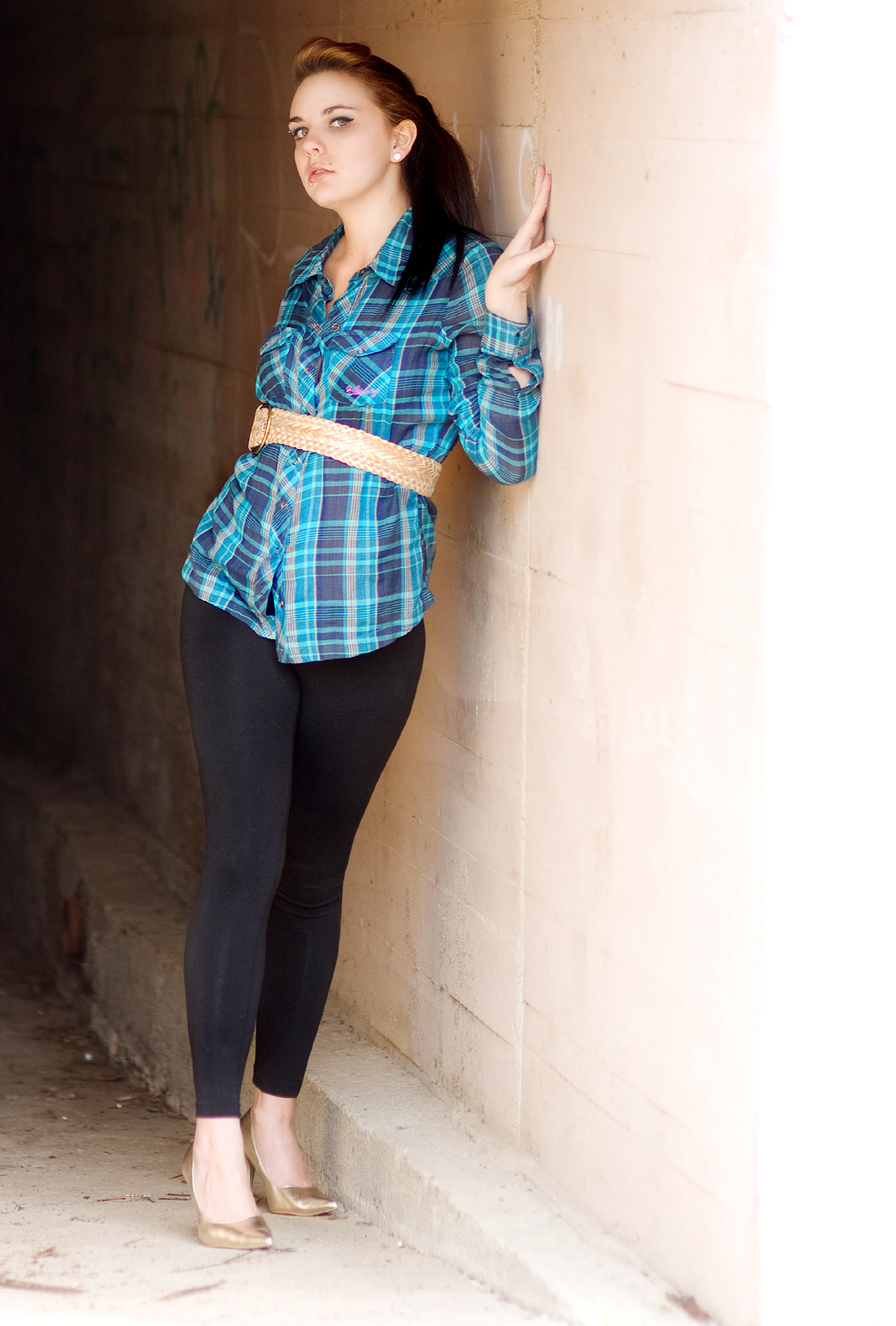
لگینگ ساده سیاه
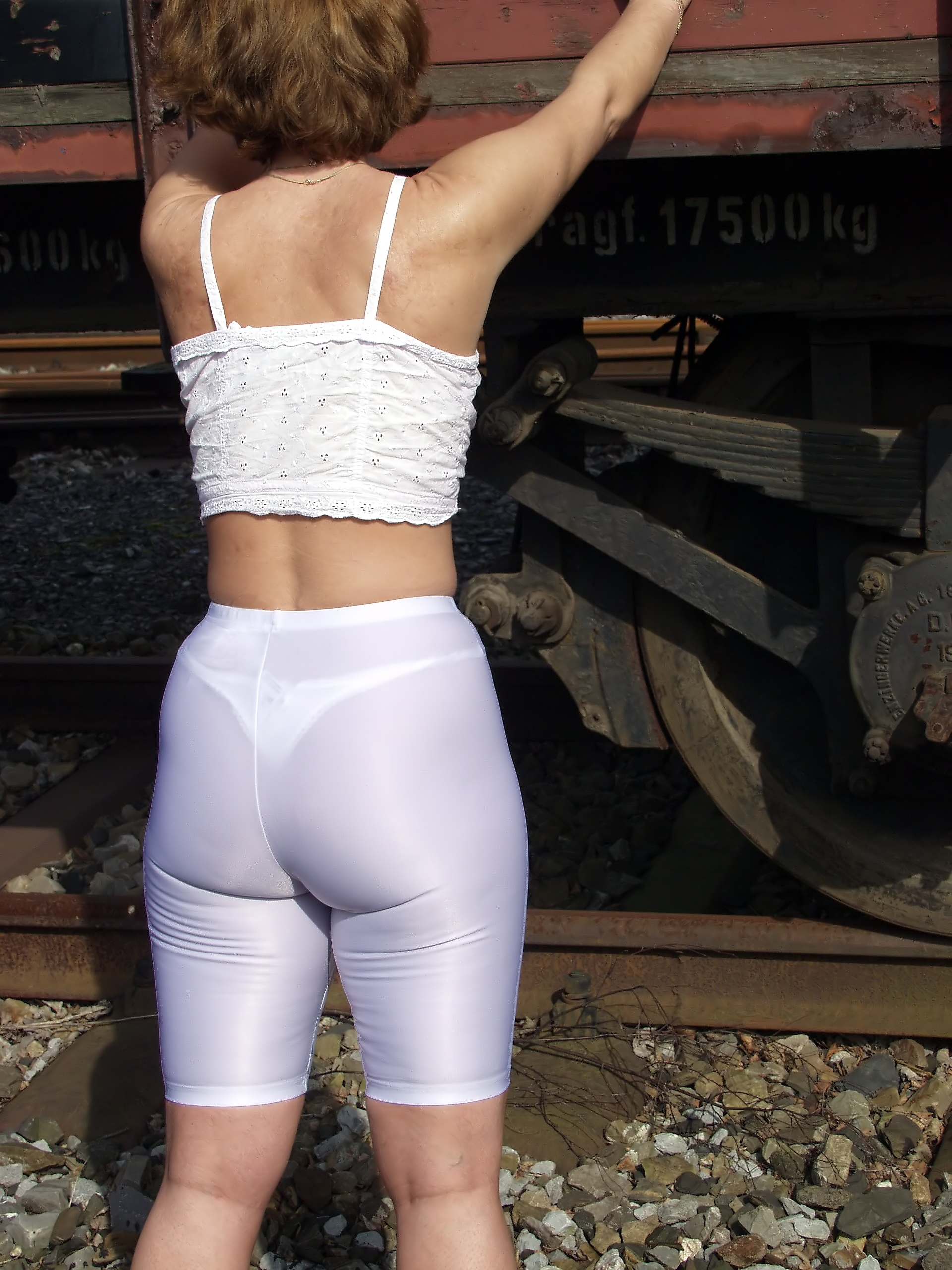
لگینگ کوتاه سفید
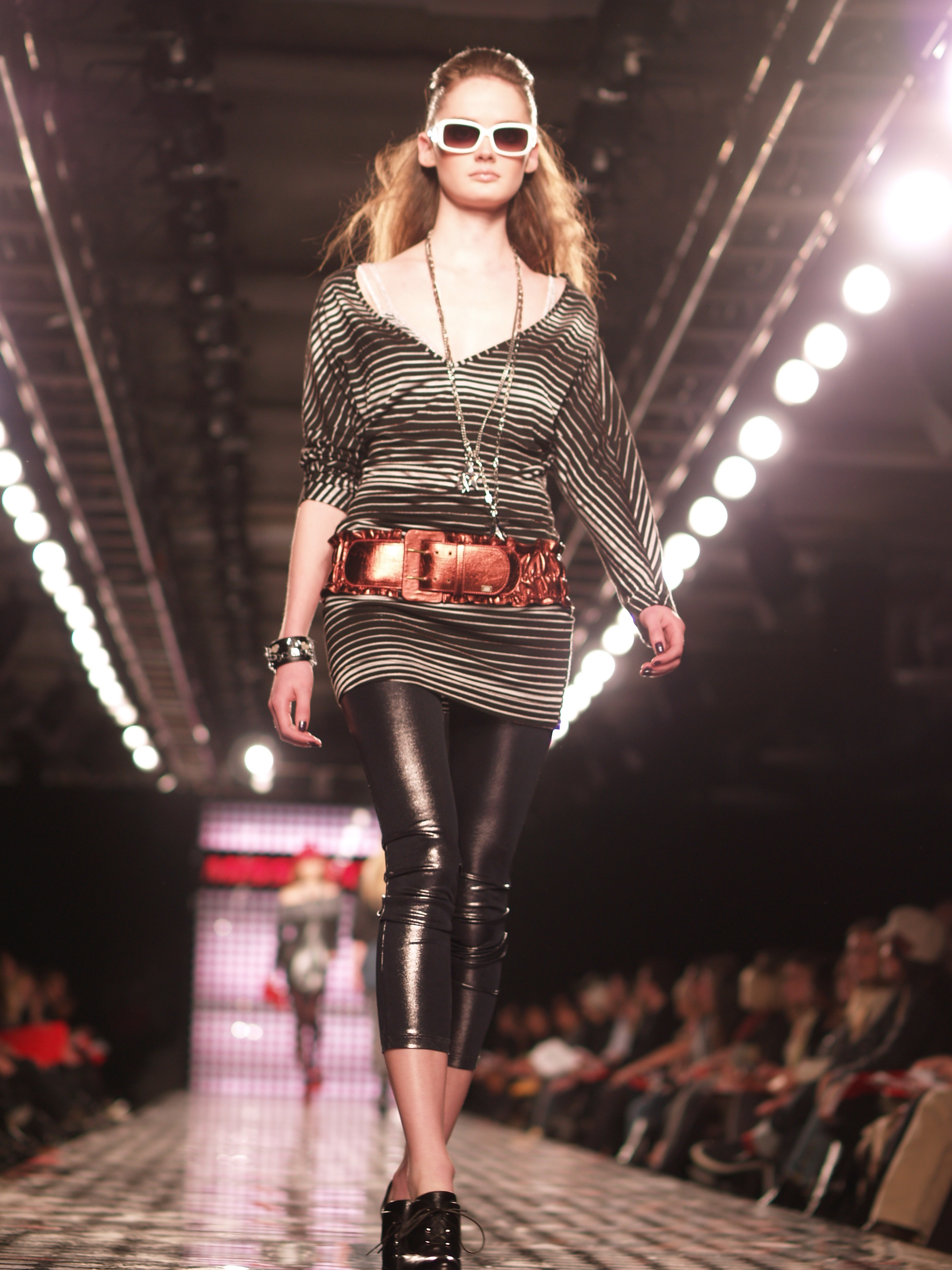
یک مدل با لگ درخشان
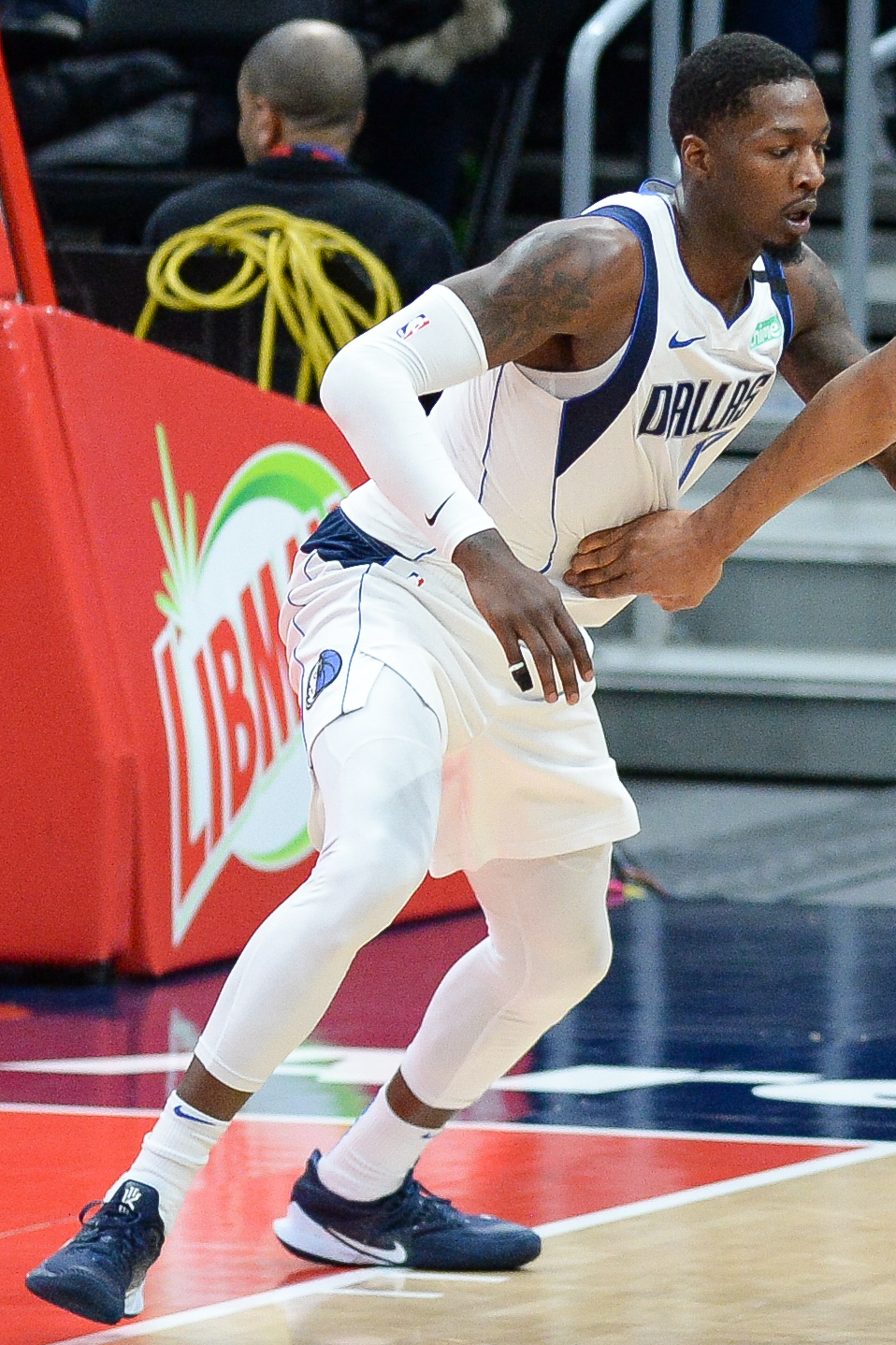
لگینگ زیر شورت بسکتبال
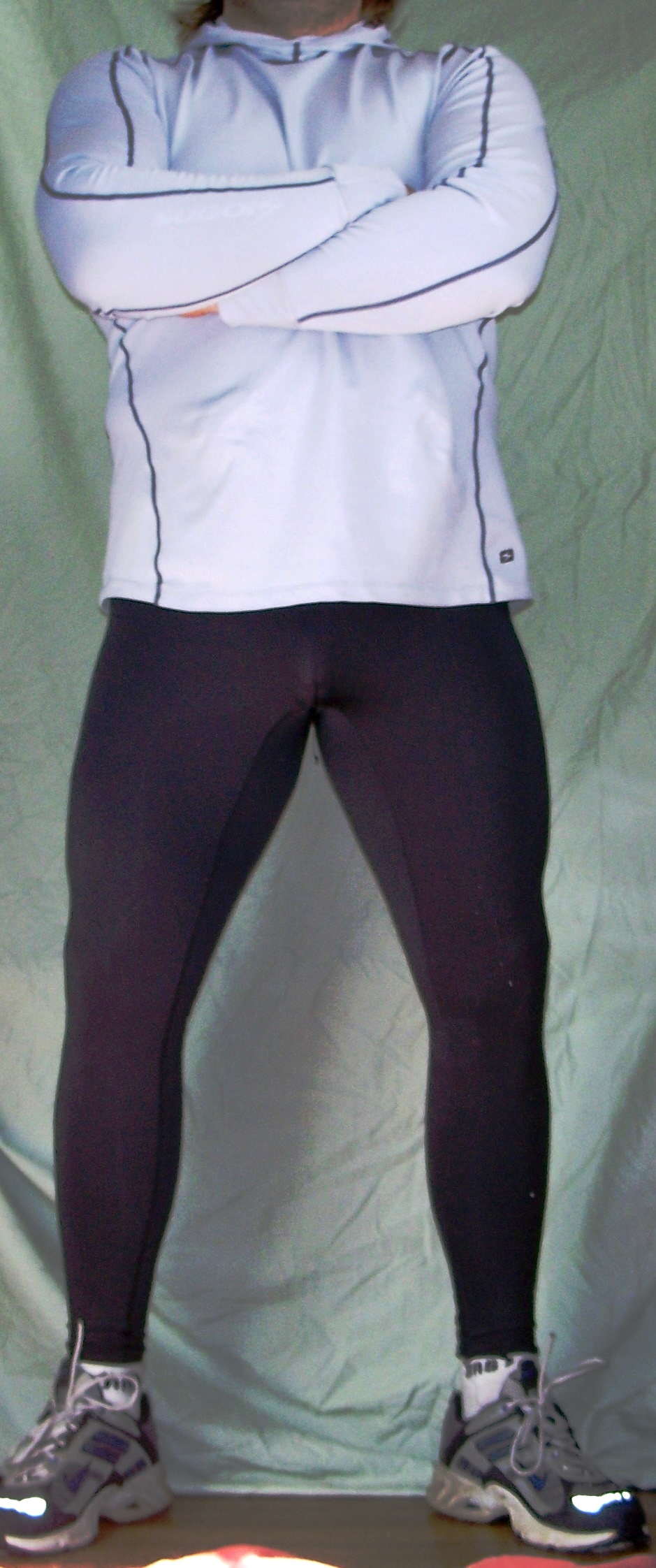
یک لگینگ مردانه
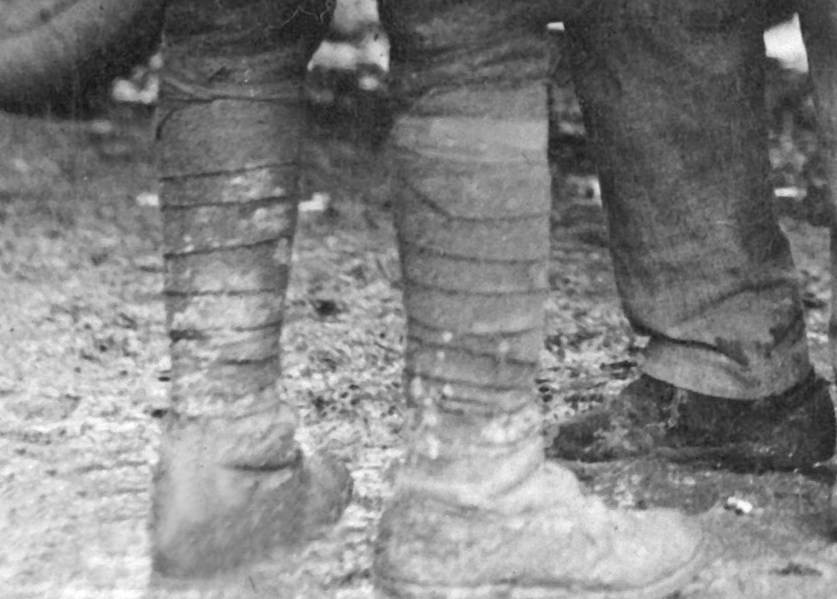
استفاده توسط سربازان (در اصطلاح قدیمی)